# Jacqueshuberia
Jacqueshuberia  es un género de leguminosas, familia Fabaceae. Comprende 9 especies descritas y de estas, solo 7 aceptadas.

## Taxonomía
El género fue descrito por Adolpho Ducke y publicado en Archivos do Jardim Botânico do Rio de Janeiro 3: 118–120, pl. 7. 1922.
Etimología
Jacqueshuberia: nombre genérico que fue otorgado en honor del botánico suizo Jacques Huber.

## Especies aceptadas
A continuación se brinda un listado de las especies del género Jacqueshuberia aceptadas hasta febrero de 2015, ordenadas alfabéticamente. Para cada una se indica el nombre binomial seguido del autor, abreviado según las convenciones y usos.	
- Jacqueshuberia amplifolia
- Jacqueshuberia brevipes
- Jacqueshuberia loretensis
- Jacqueshuberia purpurea
- Jacqueshuberia pustulata
- Jacqueshuberia quinquangulata
- Jacqueshuberia splendens Stergios & P.E. Berry